# أمهات السبت

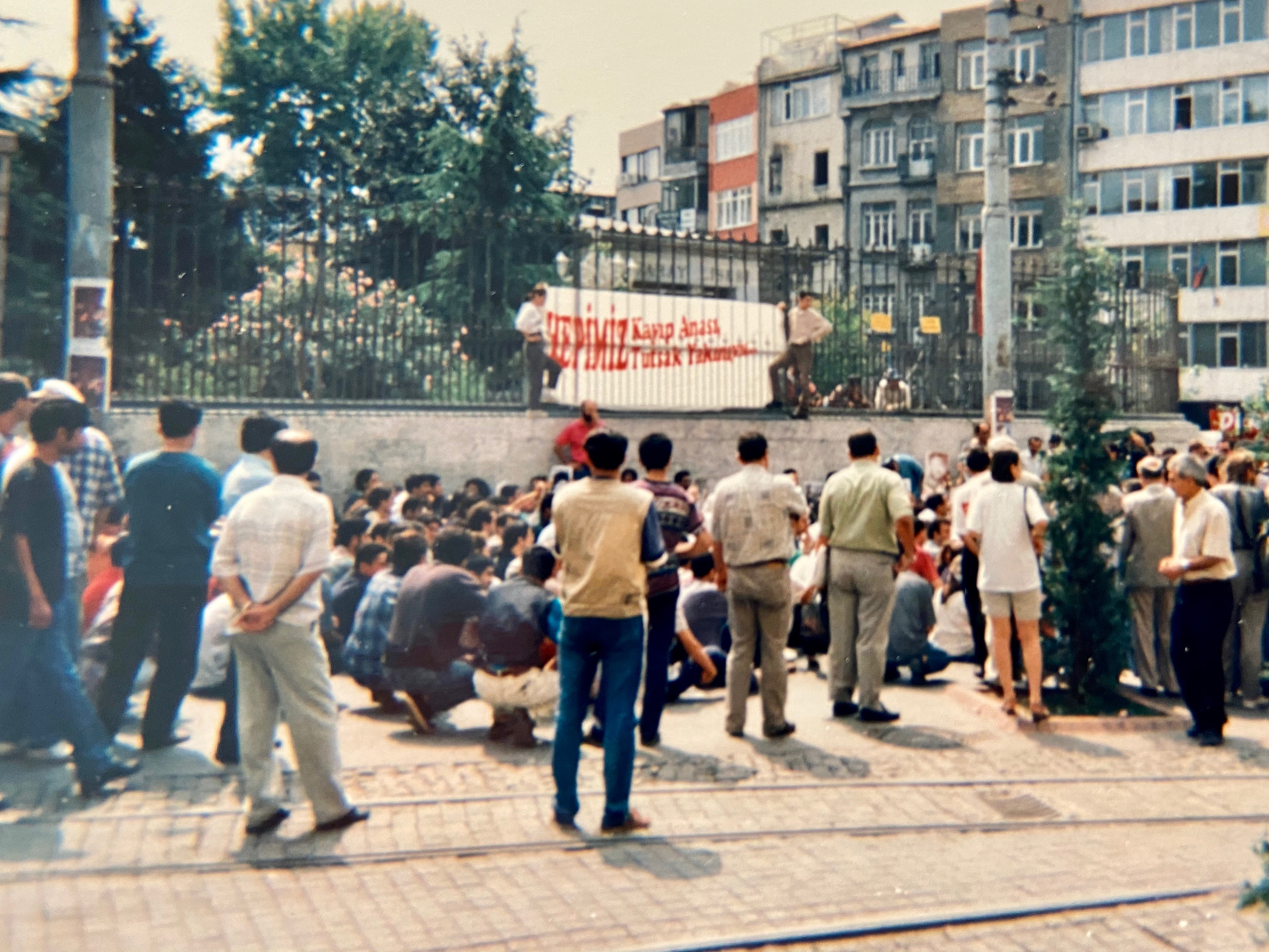

أمهات السبت (بالتركية: Cumartesi Anneleri)‏ هي مجموعة تتجمع كل يوم سبت ظهرًا لمدة نصف ساعة في غلطة سراي، إسطنبول، تركيا، لطلب توضيح بشأن أقاربهم المفقودين. تتألف بشكل رئيسي من أمهات الضحايا، وتشتهر بأنها نموذج للعصيان المدني، تجمع بين الاعتصام الصامت والوقفة الاحتجاجية الجماعية كوسيلة للاحتجاج على الاختفاء القسري والقتل السياسي في تركيا خلال الانقلاب العسكري عام 1980 وعصر أوهال في التسعينات. بدأت الجماعة نشاطها في عام 1995. وواجهت قمعًا من الدولة، بما في ذلك عنف الشرطة والملاحقة القضائية، وكان آخرها في نوفمبر/تشرين الثاني 2020.